# توم ويليس (لاعب اتحاد الرغبي)
توم ويليس (بالإنجليزية: Tom Willis)‏ هو لاعب اتحاد الرغبي نيوزيلندي، ولد في 20 أبريل 1979 في دنيدن في نيوزيلندا.